# وثائق المعاهدة البحرية
وثائق المعاهدة البحرية (بالإنجليزية The Adventure of the Naval Treaty)، هي واحدة من 56 قصة لشرلوك هولمز من تأليف ارثر كونان دويل، نشرت لأول مرة في مجلة الستراند في تشرين الأول-تشرين الثاني عام 1893 بشكل منفرد على جزئين، قبل أن يعاد نشرها مجمعة مع باقي قصص سلسلة مذكرات شرلوك هولمز، يعتبرها كونان دويل ال19 في قائمته التي تضم أفضل 19 قصة شرلوك هولمز بالنسبة له.

## ملخص القصة
يستقبل الدكتور واطسون رسالة من زميل قديم يدعى بيرسي فيليبس، يطلب فيها المساعدة من هولمز.السيد بيرسي يعمل في مكتب للشؤون الخارجية وكانت بحوزته معاهدة بحرية مهمة تمت سرقتها.تحوم الشبهات حول كل من الحاجب وزوجته وزميل فيليبس السيد غوروت لكن لا يتم تحقيق أي تقدم من متابعتهم.
يتسبب هذا الحادث في تدهور الحالة الصحية لفيليبس، ويتم أخذه فورا إلى المنزل ووضعه في غرفة أخ خطيبته جوزيف وتتولى خطيبته، اني هاريسون، رعايتها بنفسها.
يباشر هولمز تحقيقتها، ويتضح أن عام فيلبس، لورد هولروست، هو من كلف قريبه بالمهمة المتعلقة بالمعاهدة البحرية، ويقول أن العواقب ستكون كارثية إذا وقعت الوثيقة بين أيدي الفرنسيين أو الروس، ويتسائل لماذا لم يستخدم السارق الوثيقة التي يملكها بعد؟
تتم محاولة اقتحام غرفة فيليبس التي يقيم بها، يثير هذا الحادث اهتمام هولمز، ويقرر إرسال فيليبس إلى لندن رفقة واطسون لضمان سلامته، يوهم هولمز الجميع بأنه هو الآخر رافقهما إلى لندن، لكنه عوض ذلك يبقى متخفيا بجوار المنزل.بحلول ساعة متأخرة من الليل، يشاهد هولمز شخصا يقتحم الغرفة التي كان فيليبس يقيم بها، ويستخرج وثيقة من مكان سري في الغرفة، يتضح انها الوثيقة البحرية المسروقة.
ذلك الشخص هو جوزيف، أخ خطيبة السيد فيليبس، فهو من قام بسرقة الوثيقة البحرية مستغلا فرصة تواجده إحدى المرات في مكتب خطيب أخته وحده، وسبب قيامه بتلك السرقة هو خسارته لقدر كبير من المال في سوق الأسهم المالية لذا حاول الاستفادة من تلك المعاهدة، وقام بإخفائها في غرفته غير مدرك أن خطيب أخته سيقيم في تلك الغرفة مما لم يسمح له بالحصول عليها وأجبره على محاولة اقتحام الغرفة في تلك الليلة.

## الاقتباس
- تم اقتباس إحدى حلقات المسلسل البريطاني «شرلوك هولمز» من القصة عام 1968 من إنتاج قناة بي بي سي وبطولة بيتر كوشينغ.
- تم اقتباس إحدى حلقات المسلسل البريطاني «مغامرات شرلوك هولمز» من القصة، المسلسل عرض على قناة ITV بين 1984 و 1994 وقام بدور هولمز الممثل جريمي برات.
- الحلقة 23 مسلسل الإبتدائية مستوحاة من القصة.

## الترجمة العربية
وثائق المعاهدة البحرية، دار الأجيال للترجمة والنشر.

## روابط خارجية
- نص القصة كاملا على ويكي مصدر (باللغة الإنجليزية).
- قراءة القصة مجانا مرفقة بالرسومات الأصلية (باللغة الفرنسية).